# マフムード・カーラバ
マフムード・カーラバ（アラビア語: محمود كهربا マフムード・カフラバー、Mahmoud Kahraba）こと、マフムード・アブデルモネイム（アラビア語: محمود عبد المنعم、Mahmoud Abdel-Moneim 、1994年4月13日 - ）は、エジプトの首都カイロ出身のプロサッカー選手。エジプト代表。アル・アハリ所属。ポジションは、ミッドフィールダー。
報道では、カフラバ、あるいは、カハラバと表記されることがある。

## 経歴

### クラブ
ENPPIでプロキャリアをスタート。2013－14シーズン、スイス・スーパーリーグのFCルツェルンにレンタル移籍したが、懲戒的な理由で2014年3月に契約を解除された。5月27日、グラスホッパー・クラブ・チューリッヒにレンタル移籍。

### 代表
アフリカユース選手権2013では得点ランク2位となる3ゴールを挙げ、同大会優勝に貢献した。

## 代表歴

### 出場大会
- エジプト代表
  - 2018 FIFAワールドカップ

### 試合数
- 国際Aマッチ 30試合 5得点（2013年-）[5]

| エジプト代表 | 国際Aマッチ | 国際Aマッチ |
| 年           | 出場        | 得点        |
| ------------ | ----------- | ----------- |
| 2013         | 3           | 0           |
| 2014         | 0           | 0           |
| 2015         | 6           | 1           |
| 2016         | 1           | 0           |
| 2017         | 8           | 2           |
| 2018         | 7           | 0           |
| 2019         | 2           | 1           |
| 2020         | 0           | 0           |
| 2021         | 0           | 0           |
| 2022         | 0           | 0           |
| 2023         | 3           | 1           |
| 2024         |             |             |
| 通算         | 30          | 5           |

### 得点
| No | 開催日         | 会場                                               | 対戦国   | スコア | 結果 | 試合概要                           |
| -- | -------------- | -------------------------------------------------- | -------- | ------ | ---- | ---------------------------------- |
| 1  | 2015年9月6日   | スタッド・オムニスポール・イドリス・マハマト・ウヤ | チャド   | 4–1    | 5–1  | アフリカネイションズカップ2017予選 |
| 2  | 2017年1月29日  | Stade de Port-Gentil                               | モロッコ | 1–0    | 1–0  | アフリカネイションズカップ2017     |
| 3  | 2017年3月28日  | ボルグ・エル・アラブ・スタジアム                   | トーゴ   | 1–0    | 3–0  | 親善試合                           |
| 4  | 2019年11月14日 | ボルグ・エル・アラブ・スタジアム                   | ケニア   | 1–0    | 1–1  | アフリカネイションズカップ2021予選 |

## タイトル

### クラブ
アル・ザマレク
- エジプト・プレミアリーグ: 2014-15
- エジプト・カップ: 2014–15
- CAFコンフェデレーションカップ: 2018-19

アル・イテハド
- クラウンプリンスカップ: 2016-17
- サウジ国王杯: 2018

### 代表
- アフリカユース選手権2013